# Emanuel Strunz
Emanuel Strunz (* 18. Dezember 1911 in Wien; † 18. November 2011 in Klosterneuburg)  war ein österreichischer Unternehmer.

## Leben
Die Eltern waren Zuwanderer aus Böhmen und Mähren. Sein Vater Alfred, ein Schuhmachermeister, stammte aus Prag, die Mutter Julie aus Brünn. Während seiner Schulzeit kam er 1924 zum ersten Mal in Verbindung mit der Funktechnik, als Radio Hekaphon, der Vorläufer der RAVAG, den Testbetrieb aufgenommen hatte. In den Jahren 1931 bis 1946 war er in verschiedenen Firmen als Techniker tätig. Sein Ingenieurs-Status wurde 1939 von der nationalsozialistischen Regierung offiziell anerkannt. Anfang 1941 erhielt er die Einberufung zum Militärdienst, wurde jedoch im April 1941 vom Kriegsdienst als unabkömmlicher Konstrukteur bei der Firma Kapsch und Söhne freigestellt. Für Kapsch entwickelte er ein akustisches Peilsystem zur Ortung von Heckenschützen und optische Geräte zur Zielerfassung in Bombenflugzeugen. 1948 erhielt er seinen Meisterbrief als Radiomechaniker.
Ende des Zweiten Weltkrieges lernte er durch Zufall in dem zerstörten Rundfunkhaus Wien in der Argentinierstraße Oskar Czeija, den Gründer der RAVAG kennen, der ihm berichtete, dass die abziehenden SS-Verbände auch den Großsender auf dem Bisamberg gesprengt hatten. Aus dieser Tatsache heraus, dass es in Österreich fast keine intakten Sendeanlagen mehr gab, entstand seine Idee, eine Firma zu gründen, um den Wiederaufbau von Antennen- und Sendeanlagen voranzutreiben. Gemeinsam mit Walther Hamm gründete Strunz am 1. Juli 1947 in Wien die Frequentis Gesellschaft für industrielle Hochfrequenztechnik m.b.H., aus der später die heutige Frequentis AG wurde. Sein erstes Projekt war der Aufbau des Senders „Wien II“ in der Thaliastraße. Aus den Resten der alten zerstörten Stationen baute Strunz eine neue Sendeanlage, die er an die damalige österreichische Rundfunkanstalt RAVAG vermietete. 
Unter seiner Federführung entstanden in den Folgejahren eine Vielzahl von Produkten, wie zum Beispiel Tabakfeuchtemessgeräte, Ultraschalltherapiegeräte, Radioaktivitäts-Messgeräte, Kommunikationssysteme und Sicherungssysteme für Seilbahnen. Für die Olympischen Winterspiele 1964 in Innsbruck entwickelte er ein Fernsehsynchronisationssystem. 1955 erfolgte mit dem Bau der ersten Kommunikationsanlage für die österreichische Flugsicherung der Einstieg in das Kerngeschäft von Frequentis. 1968 heiratete Emanuel Strunz die 1918 geborene Rundfunksprecherin Elfriede Gerischer.
1983 übertrug Emanuel Strunz die Geschäftsführung der Frequentis AG an Hannes Bardach. Drei Jahre später übernahm der Geschäftsführer Bardach das Unternehmen im Rahmen eines Management-Buy-Outs.